# Laelius a Martius z Morzinu
Laelius a Martin (Martius) z Morzinu (německy Laelius a Martius von Morzin, † ve španělské válce) byli čeští šlechtici ze starého, původně severoitalského, hraběcího rodu Morzinů. Působil jako důstojníci.

## Život
Laelius a Martius byli synové Blažeje z Morzinu a jeho manželky Jeronýmy Althannové hraběnky ze Salwarolu. Měli bratry Rudolfa Jana a Pavla z Morzinu, kteří byli v roce 1632 povýšených do stavu svobodných pánů a v roce 1636 stavu říšských hrabat.
Bratři Laelius a Martin se (stejně jako jejich starší bratři) rozhodli pro vojenskou dráhu. Proslavili se svou statečností ve španělské válce, kde oba zemřeli na bitevním poli.